# Harkortturm
Der Harkortturm ist ein Aussichtsturm auf dem Harkortberg in Wetter (Ruhr), der 1884 aus privaten Spenden zum Gedenken an Friedrich Harkort gebaut wurde. Der Turm steht seit 1984 unter Denkmalschutz und wird seit Anfang 2011 in der Route der Industriekultur geführt.

## Baugeschichte
Aus einem 1882 durchgeführten Architektenwettbewerb ging der gemeinsame Entwurf der Düsseldorfer Architekten Otto van Els und Bruno Schmitz siegreich hervor. Nachdem die Architekten einige Änderungswünsche der Bauherrschaft eingearbeitet hatten, ergab sich ein Kostenvoranschlag in Höhe von 20.000 Mark – im Unterschied zu den bei der Auslobung des Wettbewerbs kalkulierten 15.000 Mark, die dem real vorhandenen Baufonds entsprachen. Erst nachdem die Mehrkosten durch weitere Spenden gedeckt waren, konnte man an die Bauausführung gehen. Die Einweihung des Turms fand schließlich am 19. Oktober 1884 statt.
Der zur Zeit des Wettbewerbs erst 23-jährige Bruno Schmitz wurde später zu einem der bekanntesten Denkmal-Architekten Deutschlands.

## Architektur
Der Turm hat eine Höhe von 35 Metern. Den Besucher führen 130 Stufen zur Aussichtsplattform, die einen Fernblick über den Harkortsee bis ins Sauerland bietet. Die Architektur des Turms erinnert an mittelalterliche Burgen, die Maueröffnungen im Bereich der unteren Terrasse weisen gotische Spitzbögen auf. Der Harkortturm gehört der Architektur des Historismus an.
An seinem Fuß befand sich früher ein Restaurant mit Pavillon und Biergarten. Am 1. Juni 1907 wurden die Gebäude und das 3 Hektar große Gelände an die Gemeinde Wetter übertragen. Der Turm wurde 2009 zum 125. Jubiläum saniert, im selben Jahr feierte man auch das 100. Jubiläum der Fertigstellung des Rathauses und der Wiedererlangung der Stadtrechte.